# 도요히라강
도요히라강(豊平川)은 일본 홋카이도의 강이다. 길이는 72.5 km이고 유역 면적은 959 km2이다. 이시카리강의 지류이다.
강이 형성한 충적 평야에 세워진 홋카이도의 중심 도시인 삿포로의 수원이다.
도요히라강 상류에 위치한 조잔케이는 인기있는 온천 관광지이다.

## 유로
도요히라강은 오이자리산에서 발원하여 북쪽의 조잔호(定山湖)로 흐른다. 이 호수는 호헤이쿄 댐의 건설로 생성된 것이다. 강은 협곡을 통과한다. 협곡을 빠져나온 강은 몇 개의 강과 합류하여 동쪽으로 방향을 바꾼다. 삿포로 교외로 들어가기 전의 도요히라강에는 두 개의 작은 댐이 있다. 강은 삿포로 시의 도요히라구를 통과해 북쪽과 동쪽으로 흐른다. 강은 삿포로시와 에베쓰시 사이의 경계를 형성하며 이시카리강과 합류한다.

## 역사
이 강은 아이누족에게 삿포로강이라는 이름으로 알려져 있었다. 도요히라라는 이름은 원래 삿포로강의 합류점을 가리키는 이름이었다. 19세기까지 삿포로강의 하류는 오늘날의 후시코강과 일치했다. 홍수 후에 강은 동쪽에 새로운 유로를 형성하였다. 아이누족은 삿포로강의 옛 유로를 후시로 삿포로강 혹은 구 삿포로강으로 불렀다.
이 지역이 일본의 식민화가 진행되면서 아이누족이 사용하던 이름은 대체되었다. 이들은 새로운 홋카이도의 수도를 삿포로, 합류점인 도요히라 이후의 강을 삿포로강이라 명명하였다. 옛 물길은 후시코, 삿포로는 후시코강이라 명명되었다. 도요히라 교가 옛 강의 합류점인 도요히라에 세워졌다.